# روار بيرثيلسن
روار بيرثيلسن (بالنرويجية البوكمول: Roar Berthelsen)‏ هو منافس ألعاب قوى نرويجي، ولد في 3 نوفمبر 1934 في ماندال في النرويج، وتوفي في 1 أغسطس 1990.

## وصلات خارجية
- روار بيرثيلسن على موقع أوليمبيديا (الإنجليزية)